# Robô Ed
O Robô Ed foi um chatterbot brasileiro criado em 2004 pela CONPET, empresa ligada à Petrobras, utilizando a tecnologia Inbot. O character design e a modelagem 3D do robô foram feitos pelo artista Sergio Carreiras. Capaz de conversar em português com usuários de seu site sobre diversos temas como entretenimento, informática e natureza, o robô respondia de forma automática a qualquer palavra ou frase enviada. Tinha como público-alvo o infantil, buscando conscientizar sobre assuntos como a preservação do meio ambiente. 
O serviço encerrou-se em 2016. Durante os 12 anos em que esteve ativo, o Robô Ed chegou a responder em seu ápice a um milhão de perguntas num único dia.